# Torre de Fontdepou
La torre de Fontdepou és un edifici d'Àger (Noguera) declarat bé cultural d'interès nacional.
Torre de guaita o defensa de planta circular de tres plantes d'alçada que formava part del castell de Fontdepou. Hi ha una obertura per accedir-hi al segon nivell. Formava part de la xarxa de torres de guaita que es comunicaven entre elles controlant l'accés de les valls.

## Descripció
Actualment només es conserva la part inferior de la torre i l'arrencada del primer pis. Tots els nivells superiors i potser també alguna altra construcció propera es degueren enderrocar. S'hi entra per una porta, tancada amb una reixa, la qual dona pas a una escala de cargol metàl·lica que permet accedir actualment al terrat.
La torre és de planta circular amb un diàmetre intern de 3,4 m i gruix del mur de 140 cm. A l'interior és coberta amb una falsa cúpula. Fins a l'arrencada d'aquesta coberta fa 3,4 m. L'alçada total de l'edifici conservat és d'uns 6 m. Una obertura lateral triangular permetia passar al nivell principal, on hi devia haver la porta d'entrada. La torre quan fou construïda devia tenir almenys 10 m d'alçada.
Els murs són fets amb carreus de mida mitjana allargats (20 cm d'alt i 30 cm de llarg) ben arrenglerats i units amb morter. A la part baixa de l'edifici hi ha, si fa o no fa en les cinc primeres filades, alguns carreus més grans (30 cm per 40 cm), alguns dels quals quadrats.
La construcció s'ha de datar en principi cap al segle xi, potser a la primera meitat. Es pot comparar a altres edificis semblants com ara la torre del proper castell de Cas.

## Història
Encara que la torre no es documenti directament, hi ha força referències sobre l'indret, integrat dins la jurisdicció del castell d'Àger. El 1048 són esmentats l'església romànica de Sant Macari i el castell de Fontdepou. Una referència que ens arriba sobre aquest lloc data del 1066 i apareix en les afrontacions de la quadra de Montesquiu en el terme del castell de Cas, quan aquesta és atorgada pel vescomte Arnau Mir de Tost al seu home de confiança Galceran Erimany, senyor i cavaller, feudatari de diversos castells i veguer d'Àger. L'any 1072 o 1073, una tal Gerberga donà una peça de terra a Sant Pere d'Àger, situada a Fontdepou. El 1196 Joan Bret lliurà també a l'abadia d'Àger, certes cartes de compra i penyores de béns que posseïa en aquest lloc.